# Pulheim
Pulheim é uma cidade da Alemanha, localizado no distrito do Reno-Erft, Renânia do Norte-Vestfália.